# Collin Gillespie
Collin Gillespie (Filadelfia, Pensilvania; 25 de junio de 1999) es un baloncestista estadounidense que pertenece a la plantilla de los Phoenix Suns de la NBA, con un contrato dual que le permite jugar además en su filial de la G League, los Valley Suns. Con 1,85 metros de estatura, juega en la posición de base.

## Trayectoria deportiva

### Instituto
Asistió al Archbishop Wood Catholic High School en Warminster (Pensilvania), cuyos equipos deportivos disputan la Philadelphia Catholic League. En su año sénior lideró a su equipo al título estatal en 2017, promediando 24,1 puntos y siendo nombrado Philadelphia Player of the Year por el Philadelphia Daily News y MVP de la Catholic League.

### Universidad
Jugó cinco temporadas con los Wildcats de la Universidad Villanova, en las que promedió 11,9 puntos, 2,9 rebotes, 3,1 asistencias y 1,0 robos de balón por partido. En su temporada sénior fue galardonado con el premio al jugador del año de la Big East Conference, compartido con su compañero Jeremiah Robinson-Earl y con el jugador de Seton Hall Sandro Mamukelashvili, algo que repitió al año siguiente, como jugador graduado y ya en solitario. Ganó también ese año el Premio Bob Cousy al mejor base de la NCAA.

#### Estadísticas
| Año     | Equipo    | PJ  | PT  | MPP  | %TC  | %3P  | %TL  | RPP | APP | ROB | TPP | PPP  |
| ------- | --------- | --- | --- | ---- | ---- | ---- | ---- | --- | --- | --- | --- | ---- |
| 2017–18 | Villanova | 32  | 1   | 14.4 | .452 | .394 | .800 | 1.3 | 1.1 | .6  | .1  | 4.3  |
| 2018–19 | Villanova | 35  | 35  | 29.4 | .409 | .379 | .839 | 2.4 | 2.8 | 1.1 | .1  | 10.9 |
| 2019–20 | Villanova | 31  | 31  | 34.1 | .406 | .357 | .817 | 3.7 | 4.5 | 1.2 | .1  | 15.1 |
| 2020–21 | Villanova | 20  | 20  | 33.4 | .428 | .376 | .833 | 3.3 | 4.6 | 1.0 | .0  | 14.0 |
| 2021–22 | Villanova | 37  | 37  | 34.1 | .431 | .409 | .905 | 3.9 | 3.3 | 1.0 | .0  | 15.6 |
| Total   | Total     | 155 | 124 | 28.9 | .421 | .384 | .848 | 2.9 | 3.1 | 1.0 | .0  | 11.9 |

### Profesional
Tras no ser elegido en el Draft de la NBA de 2022, el 3 de julio firmó un contrato dual con los Denver Nuggets, con quienes disputó las Ligas de Verano de la NBA, en las que promedió 11,3 puntos, 5,3 rebotes y 4,3 asistencias en los cuatro partidos que jugó.
El 30 de julio de 2022, los Nuggets anunciaron que se había sometido a una cirugía por una fractura en la parte inferior de la pierna y que estaría fuera por tiempo indefinido. Finalmente no disputó ningún encuentro esa temporada. A pesar de ello, el 12 de junio de 2023 se proclama campeón de la NBA por primera vez en su carrera tras vencer a Miami Heat en la final de la NBA.
Debutó con el primer equipo en el primer encuentro de la temporada 2023-24, el 24 de octubre de 2023 ante Los Angeles Lakers. Esa temporada alternó sus encuentros con el filial de la G League, los Grand Rapids Gold, disputando únicamente 24 partidos con los Nuggets.
Tras dos temporadas en Denver, el 2 de julio de 2024 firmó un contrato dual con los Phoenix Suns.

### Selección nacional
En el verano de 2019, Gillespie formó parte del equipo nacional de los Estados Unidos que compitió en los Juegos Panamericanos en Perú. El equipo ganó el bronce, derrotando a República Dominicana con 25 puntos de Gillespie.

## Estadísticas de su carrera en la NBA

### Temporada regular
| Año     | Equipo  | PJ | PT | MPP  | %TC  | %3P  | %TL  | RPP | APP | ROB | TPP | PPP |
| ------- | ------- | -- | -- | ---- | ---- | ---- | ---- | --- | --- | --- | --- | --- |
| 2023-24 | Denver  | 24 | 0  | 9.4  | .464 | .395 | .667 | .9  | 1.1 | .5  | .0  | 3.6 |
| 2024-25 | Phoenix | 33 | 9  | 14.0 | .430 | .433 | .864 | 2.4 | 2.4 | .6  | .2  | 5.9 |
| Total   | Total   | 57 | 9  | 12.0 | .441 | .422 | .794 | 1.7 | 1.8 | .6  | .1  | 4.9 |